# Kanton Concarneau
Kanton Concarneau (fr. Canton de Concarneau) je francouzský kanton v departementu Finistère v regionu Bretaň. Skládá se ze dvou obcí.

## Obce kantonu
- Concarneau
- Trégunc